# Districte de Saint-Omer

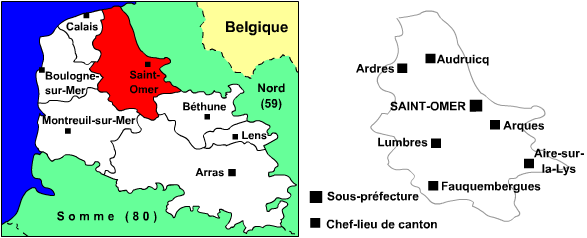
Localització del Districte de Saint-Omer

El Districte de Saint-Omer és un dels 7 districtes amb què es divideix el departament francès del Pas de Calais, a la regió dels Alts de França. Té 8 cantons i 116 municipis i el cap del districte és la sotsprefectura de Saint-Omer.

## Cantons
cantó d'Aire-sur-la-Lys - cantó d'Ardres - cantó d'Arques - cantó d'Audruicq - cantó de Fauquembergues - cantó de Lumbres - cantó de Saint-Omer-Nord - cantó de Saint-Omer-Sud